# Nicole Garcia
Nicole Garcia (Orano, 22 aprile 1946) è un'attrice, regista e sceneggiatrice francese.

## Biografia
Nata da Joseph Garcia e Marie Bergamo, ad Orano, nell'allora Algeria francese, da una famiglia francese di origini spagnole da parte di padre, Nicole Garcia si trasferisce in Francia agli inizi degli anni sessanta. Iscrittasi all'università, contemporaneamente inizia a prendere lezioni di recitazione.
Il suo primo ruolo cinematografico risale al 1967 con il film Des garçons et des filles, ma solo nel 1975 viene notata da pubblico e critica grazie al film Che la festa cominci..., diretto da Bertrand Tavernier. È l'inizio di un periodo particolarmente felice e prolifico, durante il quale lavora con registi come Jacques Rivette, Gillo Pontecorvo, Alain Resnais e Bertrand Blier, coronato dal premio César per la migliore attrice non protagonista vinto nel 1980 per Le Cavaleur di Philippe de Broca, a cui seguiranno altre tre candidature come attrice protagonista.
Negli anni novanta inizia una nuova carriera in veste di regista e sceneggiatrice: nei suoi film affronta spesso la complessità dei rapporti umani, in particolar modo all'interno del nucleo familiare. Con film come Le Fils préféré - Ospiti pericolosi (1994), Place Vendôme (1998), L'avversario (2002), Quello che gli uomini non dicono (2006) e Mal di pietre (2016) concorre a diversi festival cinematografici internazionali quali Cannes e Venezia, continuando a ottenere candidature ai César.
Nicole Garcia ha due figli maschi, uno dei quali è l'attore e cantante Pierre Rochefort, nato dal matrimonio (poi fallito) con l'attore Jean Rochefort.

## Filmografia

### Attrice

#### Cinema

Nicole Garcia con Heinz Bennent in Via degli specchi (1982)

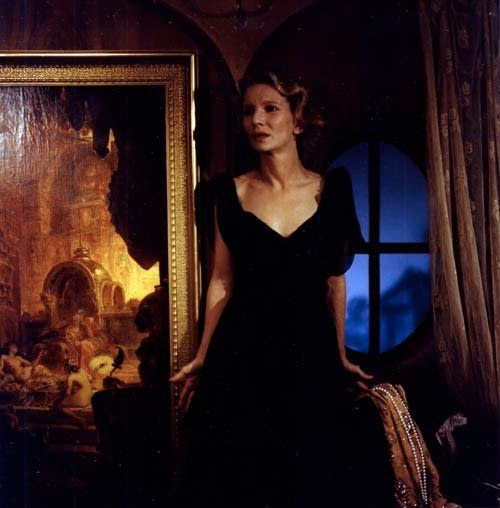
Nicole Garcia in Partenaires (1984)

- Des garçons et des filles, regia di Étienne Périer (1967)
- Calma ragazze, oggi mi sposo (Le Gendarme se marie), regia di Jean Girault (1968)
- Faire l'amour... De la pilule à l'ordinateur, regia di Jean-Gabriel Albicocco (1971)
- Che la festa cominci... (Que la fête commence), regia di Bertrand Tavernier (1975)
- Calmos, regia di Bertrand Blier (1976)
- Duelle, regia di Jacques Rivette (1976)
- Il cadavere del mio nemico (Le Corps de mon ennemi), regia di Henri Verneuil (1976)
- La Question, regia di Laurent Heynemann (1976)
- Les Indiens sont encore loin, regia di Patricia Moraz (1977)
- Morti sospette (Un papillon sur l'épaule), regia di Jacques Deray (1978)
- Le Cavaleur , regia di Philippe de Broca (1978)
- Ogro, regia di Gillo Pontecorvo (1979)
- Tre per un delitto (Le Mors aux dents), regia di Laurent Heynemann (1979)
- Mio zio d'America (Mon oncle d'Amérique), regia di Alain Resnais (1980)
- Le Grand paysage d'Alexis Droeven, regia di Jean-Jacques Andrien (1981)
- Bolero (Les uns et les autres), regia di Claude Lelouch (1981)
- Ormai sono una donna (Beau-père), regia di Bertrand Blier (1981)
- Qu'est-ce qui fait courir David?, regia di Élie Chouraqui (1981)
- L'Honneur d'un capitaine , regia di Pierre Schoendoerffer (1982)
- Copkiller (L'assassino dei poliziotti), regia di Roberto Faenza (1983)
- Via degli specchi, regia di Giovanna Gagliardo (1983)
- Stella, regia di Laurent Heynemann (1983)
- Les Mots pour le dire, regia di José Pinheiro (1983)
- Garçon!, regia di Claude Sautet (1983)
- Partenaires, regia di Claude d'Anna (1984)
- Pericolo nella dimora (Péril en la demeure), regia di Michel Deville (1985)
- Ore 20 scandalo in diretta (Le 4ème pouvoir), regia di Serge Leroy (1985)
- Un uomo, una donna oggi (Un homme et une femme : vingt ans déjà), regia di Claude Lelouch (1986)
- 15 août, regia di Nicole Garcia – cortometraggio (1986)
- Mort un dimanche de pluie, regia di Joël Santoni (1986)
- L'État de grâce, regia di Jacques Rouffio (1986)
- La luce del lago (La Lumière du lac), regia di Francesca Comencini (1988)
- Outremer, regia di Brigitte Roüan (1990)
- Aux petits bonheurs, regia di Michel Deville (1993)
- Le fuggitive (Fugueuses), regia di Nadine Trintignant (1995)
- Lost & Found, regia di Jeff Pollack (1999)
- Kennedy et moi, regia di Sam Karmann (1999)
- Betty Fisher e altre storie (Betty Fisher et autres histoires), regia di Claude Miller (2001)
- La Petite Lili, regia di Claude Miller (2003)
- Storia di Marie e Julien (Histoire de Marie et Julien), regia di Jacques Rivette (2003)
- Ne fais pas ça!, regia di Luc Bondy (2004)
- Le Dernier Jour, regia di Rodolphe Marconi (2004)
- Ma place au soleil, regia di Éric de Montalier (2007)
- Les Formes, episodio di Peur(s) du noir - Paure del buio (Peur(s) du noir), regia di Pierre Di Sciullo (2007)
- Les Bureaux de Dieu, regia di Claire Simon (2008)
- Bancs publics (Versailles Rive-Droite), regia di Bruno Podalydès (2009)
- Plein sud - Andando a sud (Plein Sud), regia di Sébastien Lifshitz (2010)
- Pourquoi tu pleures?, regia di Katia Lewkowicz (2011)
- 38 testimoni (38 témoins), regia di Lucas Belvaux (2012)
- Tu honoreras ta mère et ta mère, regia di Brigitte Roüan (2012)
- Gare du Nord, regia di Claire Simon (2013)
- Belles familles, regia di Jean-Paul Rappeneau (2015)
- Papa ou Maman 2, regia di Martin Bourboulon (2016)
- De plus belle, regia di Anne-Gaëlle Daval (2017)
- La Fête des mères, regia di Marie-Castille Mention-Schaar (2017)
- Il mio profilo migliore (Celle que vous croyez), regia di Safy Nebbou (2019)
- Un bel mattino (Un beau matin), regia di Mia Hansen-Løve (2022)
- Marcello mio, regia di Christophe Honoré (2024)

#### Televisione
- L'École des cocottes, regia di Lazare Iglesis – film TV (1967)
- Hôtel Racine, regia di Pierre Badel – film TV (1967)
- L'Atelier Prévert-Derlon – serial TV, 1 episodio (1967)
- Léonce et Léna, regia di Guy Lessertisseur – film TV (1969)
- Au théâtre ce soir – serial TV, 1 episodio (1970)
- Madame êtes-vous libre? – serie TV, 7 episodi (1970)
- La Mort d'un enfant, regia di Jean-Louis Muller – film TV (1971)
- Les enquêtes du commissaire Maigret – serie TV, episodio 1x04 (1976)
- Ce diable d'homme – miniserie TV (1978)
- Aurélien, regia di Michel Favart – film TV (1978)
- Gaston Phoebus il leone dei Pirenei (Gaston Phébus) – miniserie TV (1978)
- Un jour sombre dans la vie de Marine, regia di Josyane Serror – film TV (1981)
- L'Apprentissage de la ville, regia di Caroline Huppert – film TV (1982)
- Les Capricieux, regia di Michel Deville – film TV (1984)
- Mariage blanc, regia di Peter Kassovitz – film TV (1986)
- La Grande Collection – serial TV, 1 episodio (1991)
- La Femme de l'amant, regia di Christopher Frank – film TV (1992)
- Un homme à la mer, regia di Jacques Doillon – film TV (1993)
- Jeanne, regia di Robert Mazoyer – film TV (1994)
- Facteur VIII, regia di Alain Tasma – film TV (1995)
- Les Parents terribles, regia di Josée Dayan – film TV (2003)
- Les Prédateurs – miniserie TV (2007)
- Entre vents et marées, regia di Josée Dayan – film TV (2014)
- La Fin de la nuit, regia di Lucas Belvaux – film TV (2015)
- Capitaine Marleau – serie TV, episodio 2x06 (2018)
- Alphonse – serie TV, 6 episodi (2023)

### Regista e sceneggiatrice
- 15 août – cortometraggio (1986)
- Un week-end su due (Un weekend sur deux) (1990)
- Le Fils préféré - Ospiti pericolosi (Le Fils préféré) (1994)
- Place Vendôme (1998)
- L'avversario (L'Adversaire) (2002)
- Quello che gli uomini non dicono (Selon Charlie) (2006)
- Tre destini, un solo amore (Un balcon sur la mer) (2010)
- Un beau dimanche (2013)
- Mal di pietre (Mal de pierres) (2016)
- Amanti (Amants) (2020)

## Riconoscimenti
- Festival di Cannes
  - 1986 – In competizione per la Palma d'oro al miglior cortometraggio per 15 août
  - 2002 – In competizione per la Palma d'oro per L'avversario
  - 2006 – In competizione per la Palma d'oro per Quello che gli uomini non dicono
  - 2016 – In competizione per la Palma d'oro per Mal di pietre
- Mostra internazionale d'arte cinematografica
  - 1998 – In competizione per il Leone d'oro per Place Vendôme
  - 2020 – In competizione per il Leone d'oro per Amants
- Festival internazionale del cinema di Karlovy Vary
  - 1995 – In competizione per il Globo di Cristallo per Le Fils préféré - Ospiti pericolosi
- Premio César
  - 1980 – Migliore attrice non protagonista per Le Cavaleur
  - 1981 – Candidatura alla migliore attrice per Mio zio d'America
  - 1984 – Candidatura alla migliore attrice per Les Mots pour le dire
  - 1986 – Candidatura alla migliore attrice per Pericolo nella dimora
  - 1991 – Candidatura alla migliore opera prima per Un week-end su due
  - 1995 – Candidatura al miglior film per Le Fils préféré - Ospiti pericolosi
  - 1995 – Candidatura alla miglior regista per Le Fils préféré - Ospiti pericolosi
  - 1999 – Candidatura alla miglior regista per Place Vendôme
  - 1999 – Candidatura alla migliore sceneggiatura originale o il miglior adattamento per Place Vendôme
  - 2002 – Candidatura alla migliore attrice non protagonista per Betty Fisher e altre storie
  - 2017 – Candidatura al miglior film per Mal di pietre
  - 2017 – Candidatura alla miglior regista per Mal di pietre
  - 2017 – Candidatura alla miglior adattamento per Mal di pietre